# Apanteles uchidai
Apanteles uchidai är en stekelart som beskrevs av Watanabe 1934. Apanteles uchidai ingår i släktet Apanteles och familjen bracksteklar. Inga underarter finns listade i Catalogue of Life.